# Klaring (oudvaderlands recht)
Klaring is een rechtsterm die teruggaat naar de 14e eeuw en gebruikt werd in wat vandaag de dag Overijssel is en in sommige oude kwartieren van Gelderland zoals Veluwe en Over-Betuwe. Met klaring wordt meestal een uitspraak van een vonnis in hoger beroep door de landheer, zijn riddersraad en de afgevaardigde van grote steden bedoeld. In bredere zin kan de term ook gebruikt worden om te spreken over een uitspraak in algemene zin.

## Geschiedenis
De eerste klaring werd rond 1365 uitgevoerd in Engelanderholt door de bisschop van Utrecht, die dit samen met ridders uit de kwartieren Salland, Twente en Vollenhove en afgevaardigden van de drie grote steden Deventer, Kampen en Zwolle deed. De klaring gaf mensen die door lokale rechtbanken veroordeeld waren de mogelijkheid om in hoger beroep te gaan.
In 1379 werd in het privilege van 1379 vastgesteld dat een klaring bij voorkeur in Deventer moest plaatsvinden. Toen het Habsburgerrijk in 1528 Overijssel overnam ging de klaring door, maar nam de stadhouder de plaats van de landheer in. De klaring werd later een lange tijd niet meer toegepast omdat de tachtigjarige Oorlog uitbrak, waardoor er pas weer in 1607 klaringen werden gehouden, waarvan de laatste in 1799 in Arnhem werd gehouden. Een stadhouder hoefde sinds 1607 niet meer aanwezig te zijn bij een klaring.